# Puig de les Dalmaues
El Puig de les Dalmaues és una muntanya de 168 metres que es troba al municipi de Madremanya, a la comarca del Gironès.